# Сану, Жермен
Мусса Жермен Сану (фр. Moussa Germain Sanou; 26 мая 1992, Бобо-Диуласо, Буркина-Фасо) — футболист из Буркина-Фасо, вратарь французского клуба «Пари 13 Атлетико», выступал за национальную сборную.

## Карьера

### Клубная
Сану начал карьеру футболиста в футбольном центре французского «Сент-Этьенна» в Буркина-Фасо.
Летом 2010 года голкипер переехал во Францию, присоединившись ко второй команде «зелёных». Дебютный матч во Франции Жермен провёл 19 марта 2011 года против «Тулона», в котором пропустил три мяча/
После двух сезонов во второй команде «Сент-Этьенна» контракт с буркинийцем был расторгнут. В начале 2013 года Жермен подписал контракт с «Жанна д’Арк Дранси», выступавшем в четвёртом футбольном дивизионе Франции. Приняв участие до конца сезона в 9 встречах, в которых пропустил 14 мячей, Сану летом 2014 года вновь стал свободным агентом.
В августе 2014 года голкипер заключил контракт с «Бове», также как и прежние команды Сану выступающий в Национальном дивизионе 2. Первый матч в новой команде Жермен провёл 8 ноября 2014 года.

### В сборной
Жермен в 2009 году в составе юношеской сборной Буркина-Фасо (до 17 лет) участвовал в играх Чемпионата мира в Нигерии. На турнире голкипер принял участие во всех четырёх встречах своей команды, дошедшей до стадии 1/8 финала.
В конце декабря 2009 было объявлено, о том что Жермен был включён в заявку сборной Буркина-Фасо на Кубок африканских наций 2010. Однако голкипер не провёл ни одной встречи своей команды в Анголе.
Дебютный матч Сану за сборную состоялся 6 сентября 2010 года в товарищеском матче со сборной Габона.
Жермен также попадал в заявки буркинийцев на Кубок африканских наций 2012 и 2013, но ни одного матча на турнирах не провёл.
В декабре 2014 года Жермен вошёл в окончательный состав сборной Буркина-Фасо на Кубок африканских наций 2015, который стал для голкипера уже четвёртым. На этом африканском первенстве Сану сыграл во всех трёх матчах сборной, которая не смогла преодолеть групповой этап турнира.